# اسکات کلبی

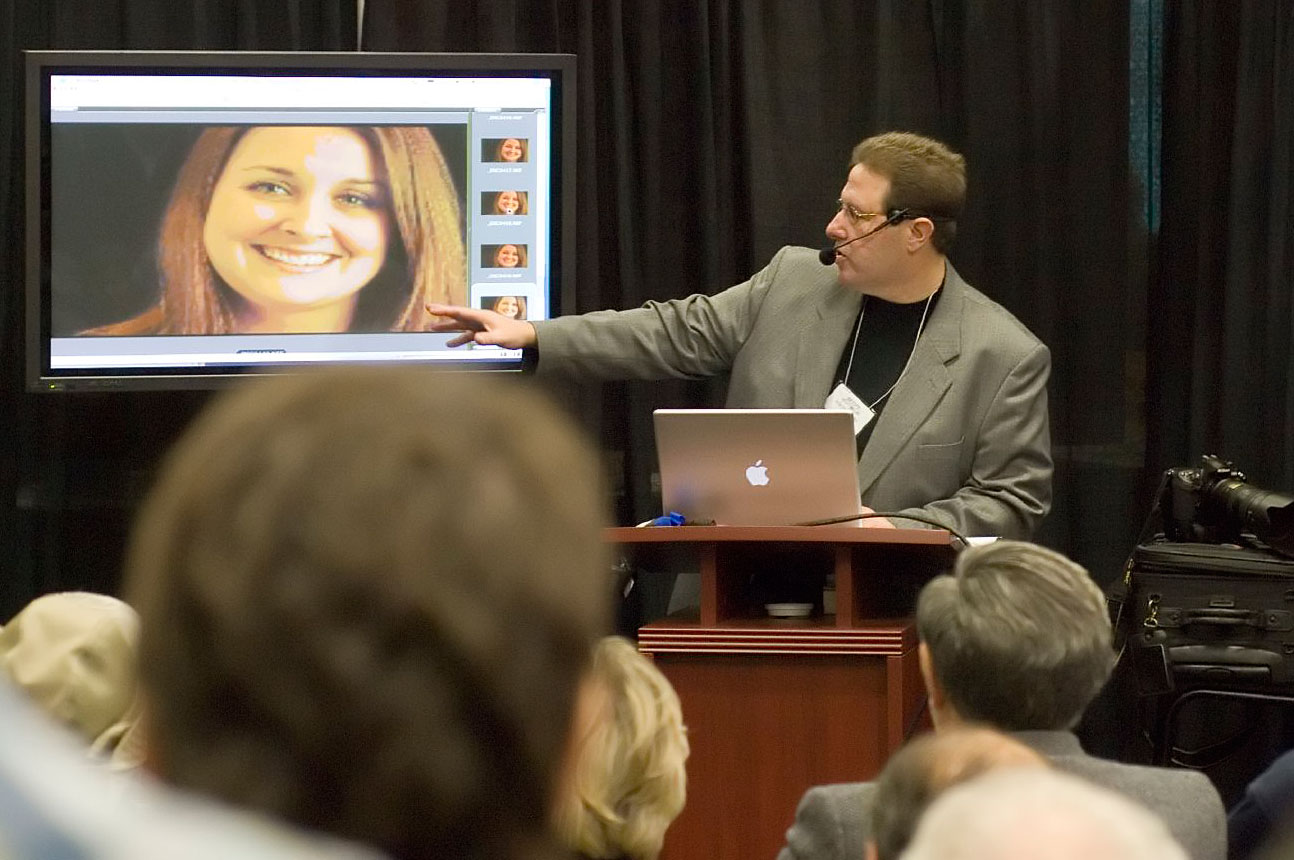
اسکات کلبی

اسکات کلبی (زاده ۷ ژوئیه، ۱۹۶۰) عکاس، نویسنده و ناشر آمریکایی است که در زمنیهٔ آموزش نرم‌افزار فتوشاپ فعالیت می‌کند.

## زندگی‌نامه
کلبی سردبیر و ناشر مجله کاربران فتوشاپ، رئیس و یکی از بنیانگذاران انجمن ملی حرفه‌ای‌های فتوشاپ (NAPP) و رئیس گروه رسانه‌ای کلبی است. 
او عکاس، طراح و نویسنده بیش از ۶۰ کتاب است، از جمله کتاب‌های او می‌توان به مجموعه کتابهای عکاسی دیجیتال، کتاب فتوشاپ برای عکاسان دیجیتال، تکنیک‌های رتوش حرفه ای برای عکاسان اشاره کرد. کتاب‌های او به ده‌ها زبان مختلف ترجمه شده‌است. بین سال‌های ۲۰۱۰ تا ۲۰۱۲ کلبی به عنوان نویسنده برتر فروش کتاب‌های عکاسی با توجه به تحقیق Nielsen BookScan نامگذاری شده‌است.